# 630 Euphemia
Eufemia (ufficialmente 630 Euphemia) è un asteroide della fascia principale del diametro medio di circa 17,21 km. Scoperto nel 1907, presenta un'orbita caratterizzata da un semiasse maggiore pari a 2,6226880 UA e da un'eccentricità di 0,1136989, inclinata di 13,84864° rispetto all'eclittica.
Stanti i suoi parametri orbitali, è considerato un membro della famiglia Eunomia di asteroidi.
Il suo nome è in onore della santa Eufemia di Calcedonia.